# Arnos Grove (métro de Londres)
Pour les articles homonymes, voir Arnos Grove.
Arnos Grove est une station de la Piccadilly line du métro de Londres.

## Histoire
La station Arnos Grove est mise en service le 19 septembre 1932. L'architecte était Charles Holden, qui désignait beaucoup des autres stations du métro londonien de cette période. Elle est un bon exemple du modernisme. La billetterie, dans une forme cylindrique, fut inspirée par la Bibliothèque publique de Stockholm en Suède ; Holden avait visité la Scandinavie avant de la construction de la station.
La station est classée Grade II* listed building.

## À proximité
- Arnos Grove (en) (quartier)